# کاروانسرای میبد
کاروانسرای میبد کاروانسرایی مربوط به دوره صفوی است و در میبد، استان یزد، بلوار قاضی میرحسین جای گرفته و این اثر در تاریخ ۲ مرداد ۱۳۵۷ با شمارهٔ ثبت ۱۶۱۸ به‌عنوان یکی از آثار ملی ایران به ثبت رسیده‌است.

## پیشینه
محمد مفید مستوفی، در جامع مفیدی، بانی کاروانسرای میبد را میرزا محمدامین فرزند خواجه محمدعلی یزدی معرفی کرده‌است؛ اما صفاءالسلطنه در گزارش کویر، بانی کاروانسرا را محمد ولی میرزا معرفی کرده‌است. محمد ولی میرزا فرزند فتحعلی شاه قاجار و حاکم یزد بوده و کاروانسراهای گوناگوی از جمله کاروانسراهای کاروانسرای ساغند و کاروانسرای خرانق و کاروانسرای علی‌آباد را در این منطقه بنا نهاده‌است. برپایه سنگ‌نوشته آب‌انبار، بانی آن میرزا محمدسمیع فرزند محمدابراهیم بوده و به سرکاری خواجه محمدتقی فیروزآبادی بنا شده‌است. در پایان این سنگ‌نوشته نیز نام نگارنده آن، محمد یزدی یاد کرده شده‌است.
در بنا سنگ‌نوشته تاریخ‌دار پیدا نشده‌است؛ اما بر سنگ‌نوشته ورودی آب‌انبار همسایه کاروانسرا که به آن «آب‌انبار کـُلار» هم می‌گویند، تاریخ ۱۰۷۰ دیده می‌شود و از آنجایی که طرح آب‌انبار کاملاً هماهنگ با طرح کاروانسرا است، می‌توان گمانه زد که احتمالاً دو بنا را هم‌زمان با هم ساخته‌اند.
هر چند این بنا در سیاهه آثار دوره صفویان شناسانده شده‌است، اما ساخت آن به شیوه قاجاری است. همچنین در منابع آمده‌است که ساختمان سبک صفوی هنوز استوار مانده و به احتمال زیاد بر ویرانه‌های کاروانسرایی کهن‌تر ساخته شده‌است. در جلو این کاروانسرا، بازارچه‌ای بوده که سقف چارسوی آن فرو ریخته بود و بتازگی بازسازی شده‌است. بخش‌های دیگر کاروانسرا نیز بر اثر رطوبت و با گذشت زمان آسیب دیده بود که اکنون کاملاً بازسازی شده‌است.

## ویژگی‌ها
این بنا که به نام «کاروانسرای شاه عباسی» نیز شناخته می‌شود، در شمار کاروانسراهای میان‌راهی دوره صفویه جای دارد و از دید طراحی فضایی، شیوه معماری و جایگاه جغرافیایی اهمیت ویژه‌ای دارد.
کاروانسرای میبد هسته بنیادین یکی از کامل‌ترین مجموعه‌های راهداری بوده و بناهایی مانند چاپارخانه و آب‌انبار و یخچال در کنار وجود داشته‌است. در میانه کاروانسرا، حیاط چهارگوش پهناوری با گوشه‌های پخ دیده می‌شود و گرداگرد حیاط را ایوانچه‌ها و حجره‌های پشت آن‌ها فراگرفته‌است.

## معماری
این بنا با شیوه چهار ایوانی و با آجر ساخته شده و دربردارنده ساباط، ایوان‌های بیرونی، هشتی ورودی، حیاط مرکزی، حوضخانه و مهتابی و چهار هشتی زیبا و فضاهای سرپوشیده خاوری و باختری و یکصد ایوان و اتاق و اجاق برای استفاده کاروانیان است.
این کاروانسرا بر پیرنگ چهارگوش و با شیوه حیاط میانی ساخته شده‌است. درونشد به کاروانسرا در میانه جنوبی آن از درون یک گذر سرپوشیده که «سول» خوانده می‌شود، جای گرفته‌است. محوطه برونی و درونی این کاروانسرا دارای ایوان‌ها، اتاق‌ها و فضاهای روباز و سرپوشیده و جای‌های گوناگون برای کاربرهای مورد نیاز کاروان‌های بوده‌است که زمانی در کاروانسرا به سر می‌کرده‌اند. شمار حجره‌های درونی و بیرونی کاروانسرا نزدیک ۱۰۰ حجره است که ۲۴تای آن‌ها در حیاط کاروانسرا جای دارد. در میانه حیاط کاروانسرا حوضچه کوچکی (حوضخانه و مهتابی) هشت‌گوش بنا نهاده شده‌است که آب قنات در آن روان است و حوض را پرآب می‌کرده‌است. این فضا در میانه حیاط از ویژگی‌های یگانه کاروانسرای میبد است. در گرمای تابستان کویر، این حوضخانه فضایی خنک و دلپذیر فراهم می‌کرده و غرفه‌هایی برای استراحت کاروانیان در پیرامون آن ساخته‌اند. از دیگر امکانات این کاروانسرا آب‌انبار بزرگی است که در همسایگی آن ساخته شده‌است و دارای یک گنبد آجری و چهار بادگیر بلند است.
در میانه هر ضلع ایوانی ساخته شده اما از آنجا که بلندای این ایوان‌ها همتراز با بلندای ایوانچه کنارین آنهاست و نیز چون دهانه ایوان‌ها با دهانهٔ ایوانچه‌ها تفاوت چندانی ندارد، این ایوان‌ها در چشم بیننده نمود کمتری دارند و از اهمیت ایوان‌ها کاسته‌است. در این کاروانسرا، فضای کمتری به حجره‌ها اختصاص یافته تا جایی که برخی از حجره‌ها مساحتی به اندازه ایوانچه روبروی خود دارند. در چهار گوشه حیاط، فضاهای هشتی مانندی قرار دارد که راه اسطبل‌ها و انبارها و پلکانهای بام از آنهاست. وارون بر شیوه بسیاری از کاروانسراها، اسطبل‌ها در این کاروانسرا نه به صورت حلقه‌ای پیرامون بنا، که تنها در پشت دیوارهای باختری و خاوری جای دارند. کاروانسرا انبارهایی نیز دارد که فضاهایی کشیده‌است و در پشت حجره‌های جبهه‌های شمالی و جنوبی قرار دارد.
راه ورود به کاروانسرا از بخش شمالی آن است و در برابر سردر آن، ورودی آب‌انبار جای گرفته‌است. این دو بنا در دو سوی بازارچه‌ای قرار دارند. گرچه ورودی کاروانسرا بی‌بهره از هشتی است و مستقیماً به ایوان شمالی گشوده می‌شود، اما گشادگی انتهای ایوان نقش هشتی را ایفا می‌کند. این کاروانسرا به شوند جایگیری در کنار دژ شهر امنیت کامل داشته و شاید به همین علت نیز از عناصر دفاعی، مانند برج بی‌بهره بوده‌است.

## ثبت در فهرست میراث جهانی
در ۲۶ شهریور ۱۴۰۲ در جریان چهل و پنجمین اجلاس کمیته میراث جهانی یونسکو در ریاض، کاروانسرای میبد به‌همراه ۵۳ کاروانسرای تاریخی دیگر (جمعاً ۵۴ کاروانسرا در ۲۴ استان ایران) تحت عنوان کاروانسراهای ایرانی در فهرست میراث جهانی قرار گرفتند. این مجموعه جهانی به عنوان بیستمین و هفتمین اثر جهانی کشور ایران شناخته می‌شود.

## نگارخانه

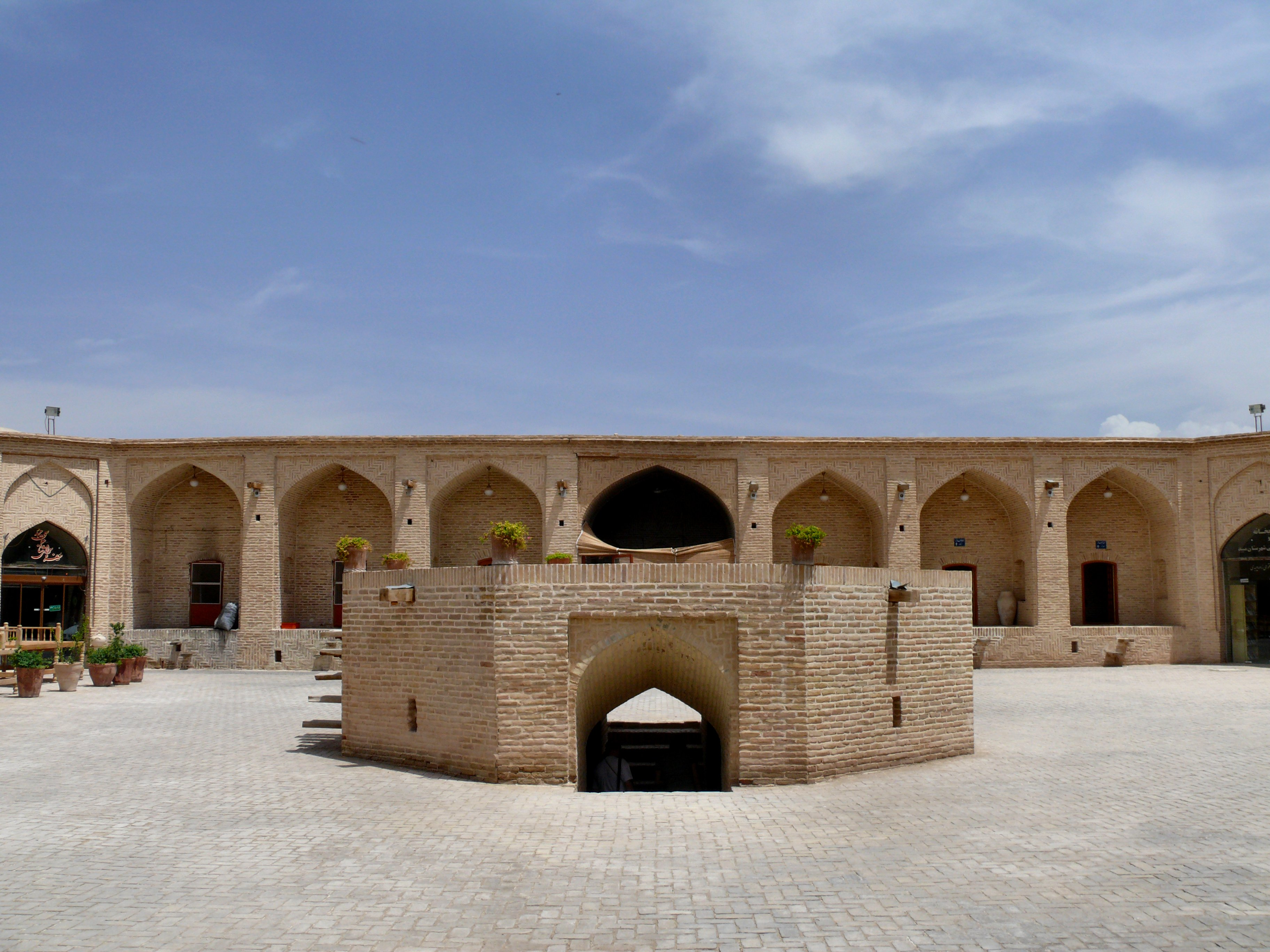
حوضچه میانه حیاط
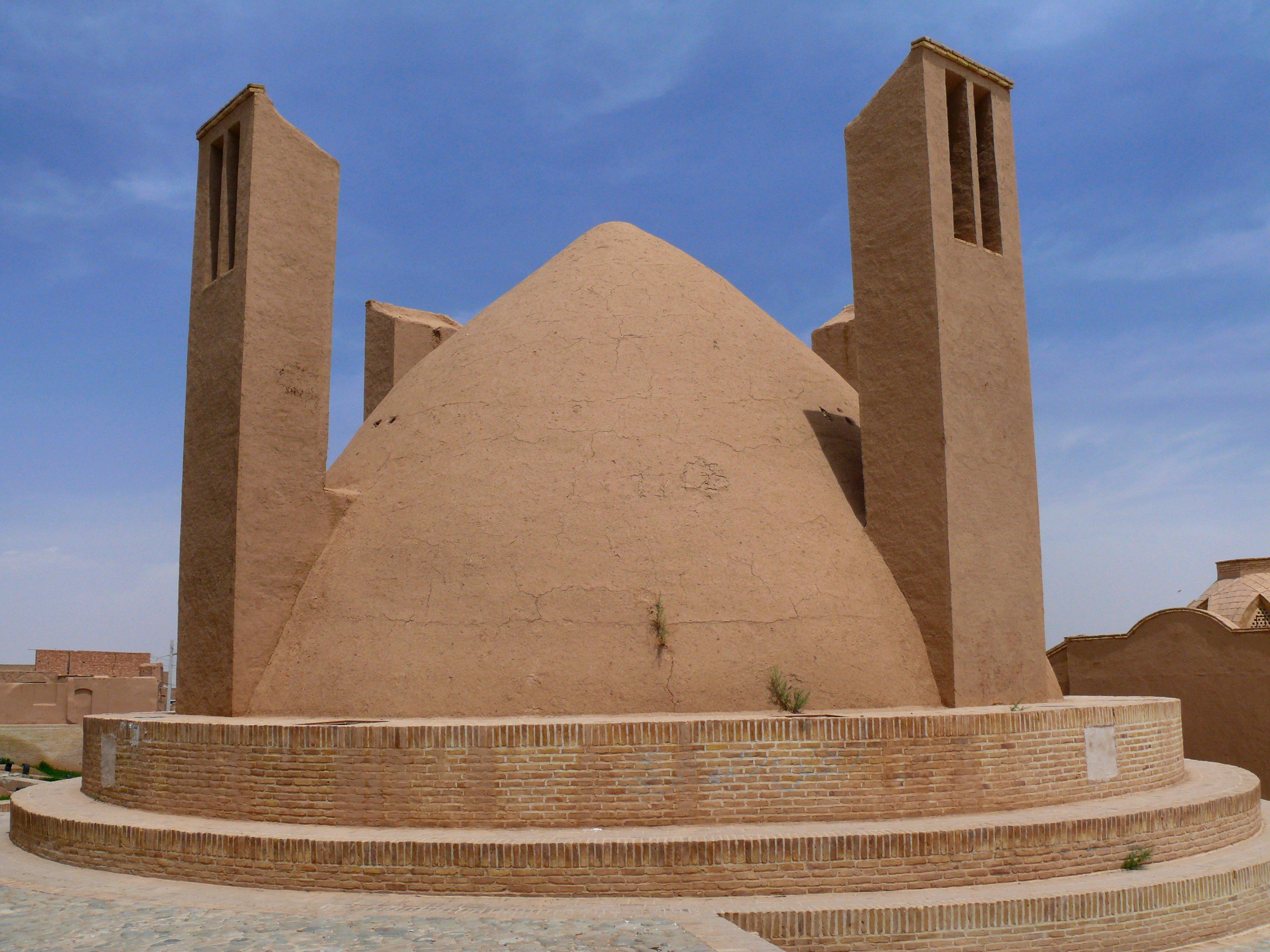
آب‌انبار
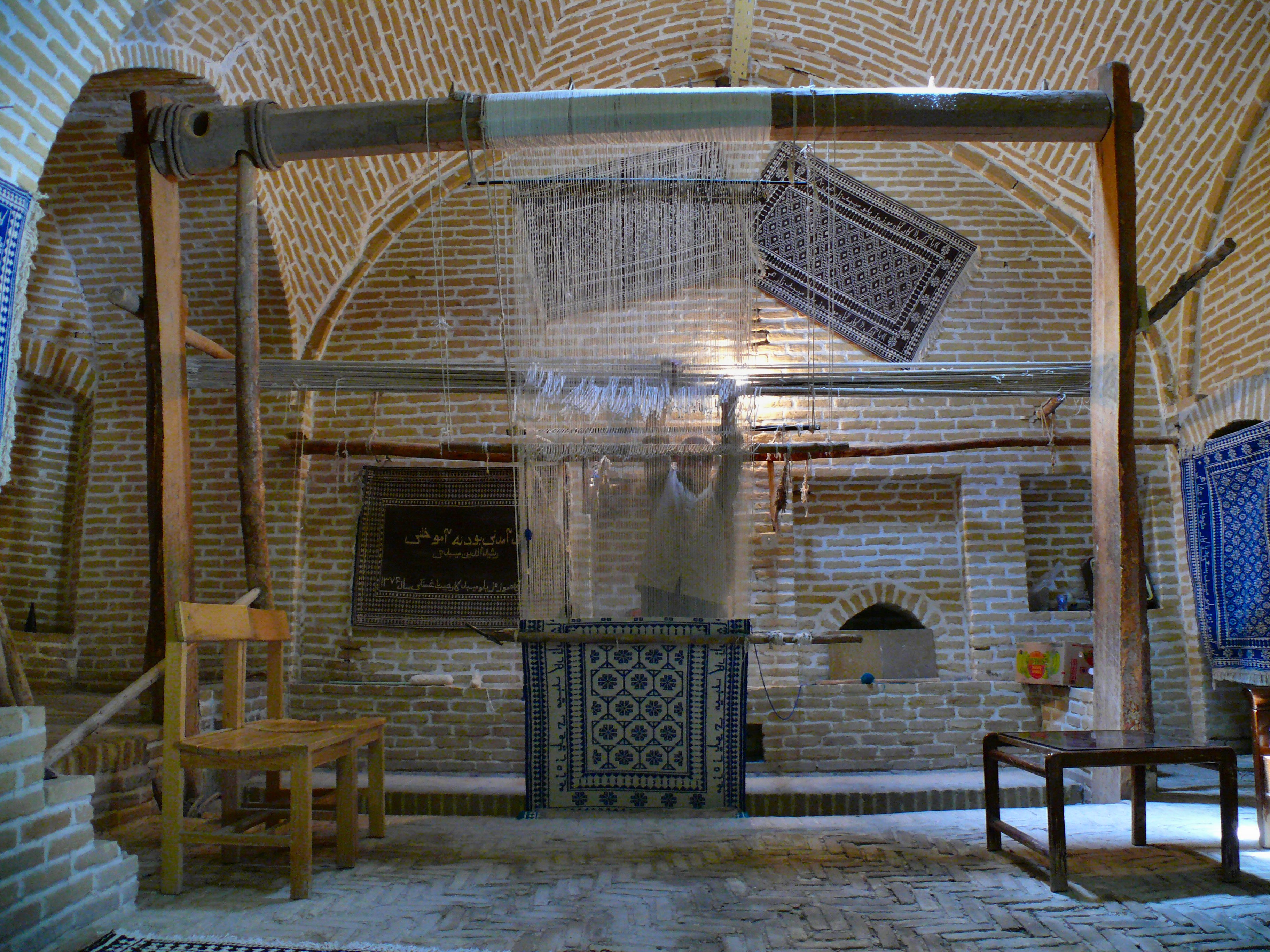
مردی سرگرم بافت زیلو در یکی از بخش بازسازی شده کاروانسرا
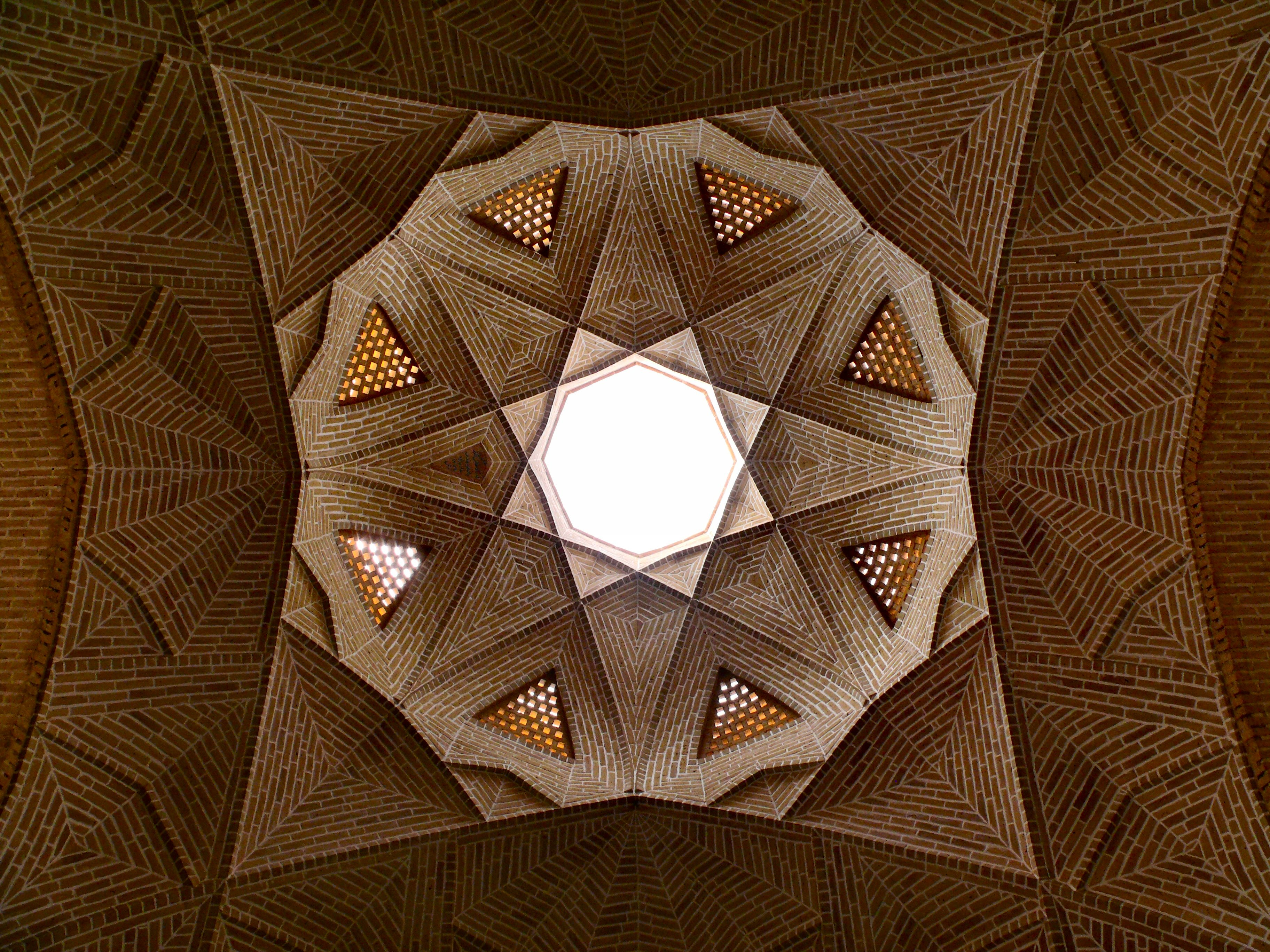
نمایی از سقف کاروانسرا، دریچه نور و هوا